# Ged Marlon
Pour les articles homonymes, voir Marlon (homonymie).
Ne doit pas être confondu avec Jeremy Rifkin.
Ged Marlon, de son vrai nom Gérard Brunettini, est un acteur et humoriste français, né à Paris le 10 avril 1954.

## Filmographie

### Cinéma
- 1979 : Flic ou voyou de Georges Lautner, avec Jean-Paul Belmondo, Marie Laforêt, Georges Géret et Julie Jézéquel.
- 1983 : Mambo-scratch, court-métrage de Philippe Bensoussan
- 1983 : Haltéroflic de Philippe Vallois, avec Serge Avédikian
- 1984 : Viva la vie ! de Claude Lelouch, avec Charlotte Rampling, Michel Piccoli et Jean-Louis Trintignant
- 1984 : Frankenstein 90 d'Alain Jessua, avec Jean Rochefort et Eddy Mitchell
- 1984 : La Vengeance du serpent à plumes de Gérard Oury, avec Coluche, Maruschka Detmers et Luis Rego
- 1985 : L'Amour braque d'Andrzej Żuławski, avec Sophie Marceau, Francis Huster, Tchéky Karyo et Jean-Marc Bory
- 1985 : Passage secret de Laurent Perrin, avec Dominique Laffin
- 1986 : Autour de minuit (Round Midnight) de Bertrand Tavernier, avec Dexter Gordon et François Cluzet
- 1987 : Tandem de Patrice Leconte, avec Gérard Jugnot , Jean Rochefort et Sylvie Granotier
- 1989 : Moitié-moitié de Paul Boujenah, avec Michel Boujenah et Zabou Breitman
- 1989 : Un père et passe de Sébastien Grall, avec Guy Marchand, Eddy Mitchell, Luc Thuillier et Véronique Genest
- 1990 : Rendez-vous au tas de sable de Didier Grousset, avec Richard Gotainer
- 1993 : La Vis, court-métrage de Didier Flamand, avec Jean Reno
- 1993 : Panne grasse, court-métrage de Christian Gazio, avec Serge Riaboukine
- 1993 : Télé-carton, court-métrage de Gil Lefauconnier et Isabelle Salvini, avec Luis Rego, Chantal Ladesou et Jean-Claude Dreyfus
- 1994 : Chacun pour soi, court-métrage de Stéphane Brisset, avec François Berléand et Renée Saint-Cyr
- 1996 : Golden Boy de Jean-Pierre Vergne, avec Jacques Villeret, Martin Lamotte, Anne Roumanoff et Virginie Lemoine
- 1996 : Rainbow pour Rimbaud de Jean Teulé, avec Laure Marsac et Bernadette Lafont
- 1997 : M'sieurs dames, court-métrage de Serge Avédikian
- 1998 : Bingo! de Maurice Illouz, avec Smaïn et Daniel Russo
- 2000 : Vive nous ! de Camille de Casabianca, avec Dieudonné, Michèle Bernier, Daniel Prévost et Emmanuelle Devos
- 2000 : Grain de folie de Bruno François-Boucher
- 2002 : Laissez-passer de Bertrand Tavernier, avec Jacques Gamblin, Denis Podalydès et Charlotte Kady
- 2004 : Albert est méchant d'Hervé Palud, avec Christian Clavier, Michel Serrault et Arielle Dombasle
- 2004 : Tout l'univers, court-métrage de Fabrice Benchaouche, avec Valérie Stroh
- 2004 : La Méthode anglaise, court-métrage de Sarah Lévy
- 2008 : Fool Moon, de Jérôme L'Hotsky, avec Bruno Salomone, François Morel
- 2008 : Parade nuptiale, court-métrage d'Emma Perret, avec Arno et Judith Henry
- 2012 : La Clinique de l'amour de Artus de Penguern, avec Bruno Salomone, Helena Noguerra
- 2013 : Alceste à bicyclette de Philippe le Guay, avec Fabrice Luchini, Lambert Wilson
- 2013 : L'Harmonie familiale de Camille de Casabianca, avec Philippe Caubère, Camille de Casabianca
- 2014 : Brèves de comptoir de Jean-Michel Ribes, avec Bruno Solo, André Dussollier
- 2018 : La Finale de Robin Sykes, avec Thierry Lhermitte, Rayane Bensetti

### Télévision
- 1984 : Aveugle, que veux-tu ? de Juan Luis Buñuel
- 1988 : Palace de Jean-Michel Ribes
- 1991 : Crimes et jardin de Jean-Paul Salomé
- 1991 : Les Nuls L'émission no 27 (Apparition)
- 1993 : L'Affaire Seznec d'Yves Boisset
- 1993 : L'Homme dans la nuit de Claude Boissol
- 1993 : Couchettes express de Luc Béraud
- 1997 : La Fine équipe de Yves Boisset
- 2002 : Caméra café (saison 2, épisode 88)
- 2004 : Le Grand Patron (1 épisode)
- 2005 : Vénus et Apollon (1 épisode)
- 2006 : Kaamelott d'Alexandre Astier (1 épisode) : L'Ankou (Livre 3, Tome 1, épisode 10 éponyme)
- 2013 : Cuisine sur canapé avec Mathilde Sobottke (ARTE)
- 2014 : Les Petits Meurtres d'Agatha Christie (épisode : "Cartes sur table", personnage : Jouve) de Éric Woreth
- 2016 : Ravis de la crèche, Sven

## Spectacles

### One man show
- 1989 : spectacle solo mis en scène par Jean-Michel Ribes, Théâtre du Splendid
- 2008 : spectacle solo, Théâtre du Petit Montparnasse

### Pièce de théâtre
- 2002 : Un simple froncement de sourcil de Ged Marlon, mise en scène de l'auteur, Théâtre du Rond-Point

### Auteur
- 1980 : Les Aviateurs avec Farid Chopel

## Théâtre
- 1984 : Games de Philippe Fretun, Jean-Claude Leguay et Ged Marlon, Théâtre Fontaine
- 1987 : Les Désossés de Louis-Charles Sirjacq, mise en scène Sophie Loucachevsky, Théâtre de Chaillot
- 1991 : Tous en ligne de Nathalie Krebs, Ged Marlon et Dominique Reymond, mise en scène Ged Marlon, Théâtre Paris-Villette
- 1994:  Brèves de comptoir de Jean-Marie Gourio, mise en scène Jean-Michel Ribes, Théâtre Tristan Bernard
- 2001 : Pêche au gros de Ged Marlon, mise en scène de l'auteur, Comédie de Paris
- 2002 : Un simple froncement de sourcil de Ged Marlon, mise en scène de l'auteur, avec Luis Rego Théâtre du Rond-Point
- 2003 : Un simple froncement de sourcil de Ged Marlon, mise en scène de l'auteur, avec Luis Rego Théâtre national de Nice, tournée
- 2004 : Un simple froncement de sourcil de Ged Marlon, mise en scène de l'auteur, avec Luis Rego Théâtre Montparnasse
- 2005 : Ubu roi d'après Alfred Jarry, mise en scène Ezéquiel Garcia-Romeu, Musée d'Orsay
- 2007 : A la vie ! de Jean-Louis Milesi, mise en scène Pierre-Loup Rajot, Théâtre Mouffetard
- 2007 : Ubu roi d'après Alfred Jarry, mise en scène Ezéquiel Garcia-Romeu, Nouveau Théâtre de Besançon, Théâtre national de Nice, Théâtre de la Criée
- 2010 : L'Embarras du soi de Ged Marlon, mise en scène de l'auteur, Théâtre Montparnasse
- 2010 : Yakich et Poupatchée d'Hanoch Levin, mise en scène Frédéric Bélier-Garcia, Nouveau théâtre d'Angers
- 2011 : Yakich et Poupatchée d'Hanoch Levin, mise en scène Frédéric Bélier-Garcia, Nouveau théâtre d'Angers, Théâtre du Nord, Nouveau Théâtre de Montreuil, Théâtre La Criée, tournée
- 2013 : Nouvelle comédie fluviale de Ged Marlon, Théâtre du Rond-Point
- 2015 : Quand le Diable s'en mêle (Léonie est en avance, Feu la mère de Madame et On purge bébé) de Georges Feydeau, mise en scène Didier Bezace, Château de Grignan, tournée